# 栗山桃実
栗山 桃実（くりやま ももみ、1984年3月25日 - ）は、日本の声優。
過去にアーツビジョン、Doaプロダクションに在籍経験があった。
デンマークからの帰国子女である。

## 出演

### テレビアニメ
- PIXゾンビの山田さん（妙子）- インディーズレーベルDVD

### 吹き替え
- ローマンブラザーズ（ロビン）
- ドーラといっしょに大冒険（スープラ、ダイノ）
- ジンジャーの青春日記（リーサス）

### デジタルコミック
- ひとひらの恋が降る（2007年、美園千霞）

### CM
- 銀盤カレイドスコープ（携帯電話ゲーム）

### ラジオ
- 声優パソ☆コン（文化放送）

### ネットテレビ
- 金田朋子のコミックマスター 朋ちゃんねる（itv24.com）

## ディスコグラフィ

### その他参加楽曲
| 発売日 | 商品名              | 歌               | 楽曲                    | 備考                                                     |
| 2002年 | 2002年              | 2002年           | 2002年                  | 2002年                                                   |
| ------ | ------------------- | ---------------- | ----------------------- | -------------------------------------------------------- |
| 8月9日 | くいしんぼYei Yei!! | フレンチトースト | 「くいしんぼYei Yei!!」 | Web番組『金田朋子のコミックマスター 朋ちゃんねる』主題歌 |

### ユニットメンバー
1. ↑  金田朋子、落合祐里香、栗山桃実